# Sân vận động 26 tháng 3
Sân vận động 26 tháng 3 (tiếng Pháp: Stade du 26 Mars) là một sân vận động nằm ở khu vực phía nam của Bamako, Mali. Sân là sân nhà của câu lạc bộ bóng đá trong nước Stade Malien và là sân vận động quốc gia của Mali. Sân có sức chứa 50.000 người như một sân vận động tất cả chỗ ngồi. Được xây dựng vào năm 2001, sân được đặt theo tên của Ngày Liệt sĩ, một ngày lễ kỷ niệm quốc gia của cuộc nổi dậy Bamako ngày 26 tháng 3 năm 1991 đã lật đổ chế độ độc tài của Moussa Traoré. Sân vận động được xây dựng bởi Tập đoàn Kỹ thuật Hải ngoại Trung Quốc, và từng là địa điểm tổ chức Cúp bóng đá châu Phi 2002.